# Megan Jendrick
Megan Jendrick, född 15 januari 1984 i Tacoma i Washington, är en amerikansk före detta simmare.
Hon blev olympisk guldmedaljör på 100 meter bröstsim vid sommarspelen 2000 i Sydney.